# Hociel Thomas
Hociel Thomas Tebo (* 10. Juli 1904 in Houston; † 22. August 1952 in Oakland) war eine US-amerikanische Blues-, Boogie-Woogie- und Jazz-Musikerin (Piano, Gesang) und Songwriterin.

## Leben und Wirken
Thomas stammte aus einer musikalischen Familie. Sie war die Tochter des Blues- und Boogie-Woogie-Pianisten George W. Thomas und wuchs ab dem Alter von zwölf Jahren im Storyville-Viertel von New Orleans bei ihrer Tante Sippie Wallace auf, mit der sie in den folgenden Jahren gemeinsam auftrat. 1923 zogen die beiden gemeinsam nach Chicago. Mit einer Band unter der Leitung ihres jugendlichen Onkels Hersal Thomas entstanden am 6. April 1925 erste Aufnahmen für Gennett in Richmond (Indiana). Gemeinsam mit ihrer Tante schrieb sie mehrere Songs wie Hard Boiled Mama (1925) oder Adam and Eve Had the Blues.
Es folgten 1925/26 Einspielungen für OKeh Records (darunter die Titel Worried Down with the Blues, Shorty George Blues und Tebo’s Texas Boogie). Louis Armstrong, mit dem sie auch auf Tour ging, begleitete sie bei einer Session als Sängerin am 11. November 1925; im Februar 1926 folgte eine Trio-Session mit Armstrong und Hersal Thomas (Deep Water Blues, OKeh 8297) und noch 1927 eine Duo-Session mit Lillie Delk Christian (Ain’t She Sweet). Nach dem plötzlichen Tod Hersals im Juli 1926 war sie so erschüttert, dass sie sich bald darauf für zwei Jahrzehnte aus dem Musikgeschäft zurückzog.
Ab 1942 lebte Thomas in Oakland, wo sie 1946 Schallplatten für Rudi Bleshs Circle Records als Sängerin, Pianistin, auch im Duett mit Mutt Carey einspielte, darunter Nobody Knows You When You’re Down and Out. Für einige Monate trat sie in der Dixieland-Revival-Szene von San Francisco mit Kid Orys Creole Orchestra auf. Ein Streit mit ihrer Schwester endete tödlich und führte zu ihrer eigenen Erblindung. Sie wurde wegen Mordes angeklagt und während des Prozesses inhaftiert; zwei Jahre nach dem Freispruch starb sie im Alter von 48 Jahren. Sie wurde auf dem Greenlawn Memorial Park in Colma (San Mateo County) beerdigt und hinterließ vier Kinder, die nach ihrem Tod von Sippie Wallace großgezogen wurden.

## Diskographische Hinweise
- Louis Armstrong / Victoria Spivey / Hociel Thomas / Lillie Delk Christian – Louis & The Blues Singers 1925-1929
- Black Chicago: Louis Armstrong – 1926
- Mutt Carey Plays Blues (Riverside Records, 10" LP)
- Mutt Carey & Hociel Thomas / Lee Collins & Chippie Hill (American Music)
- Chippie Hill & Hociel Thomas (Collectors Ed.)